# São Cristóvão de Futebol e Regatas

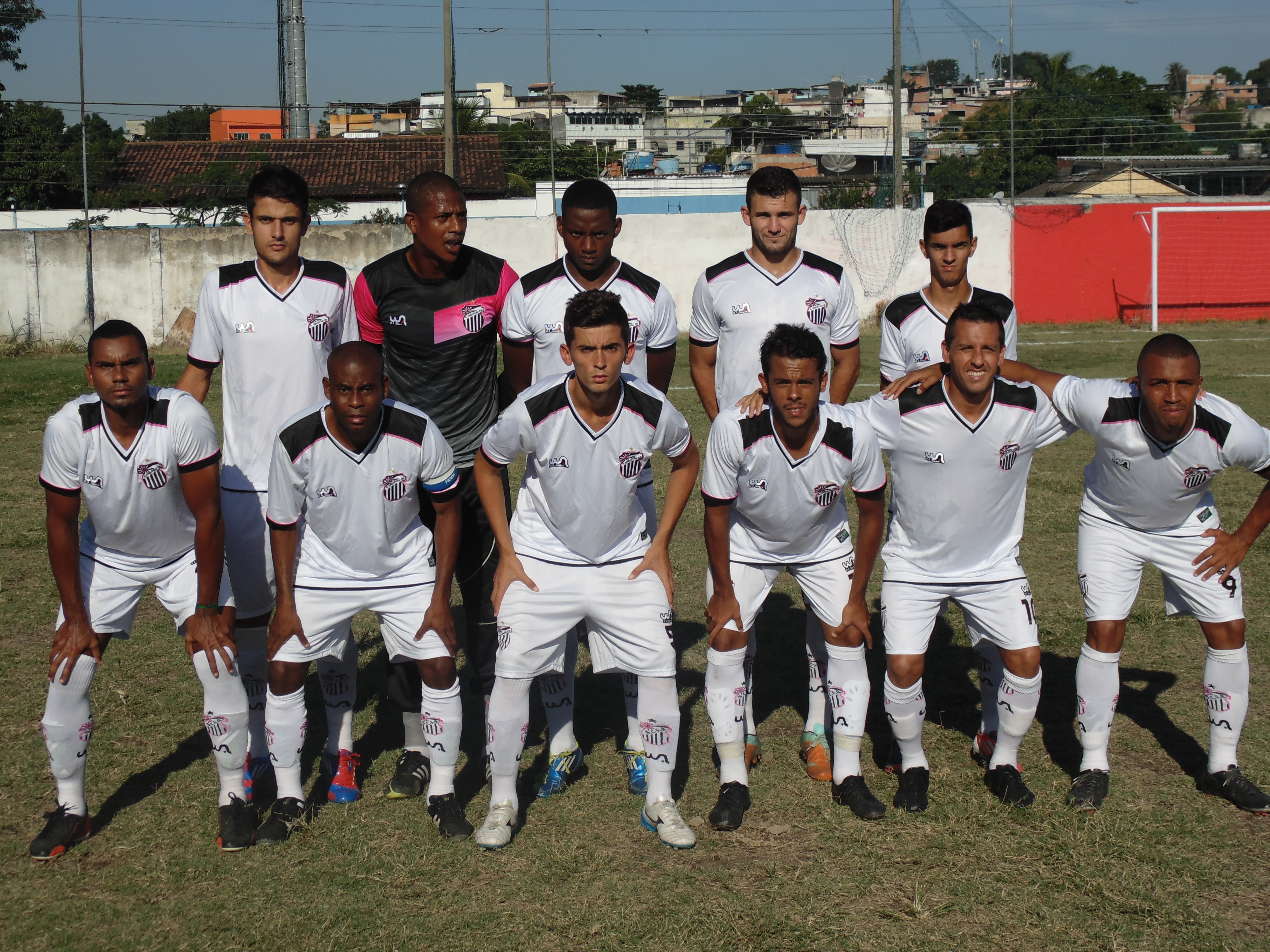
Club São Cristóvão

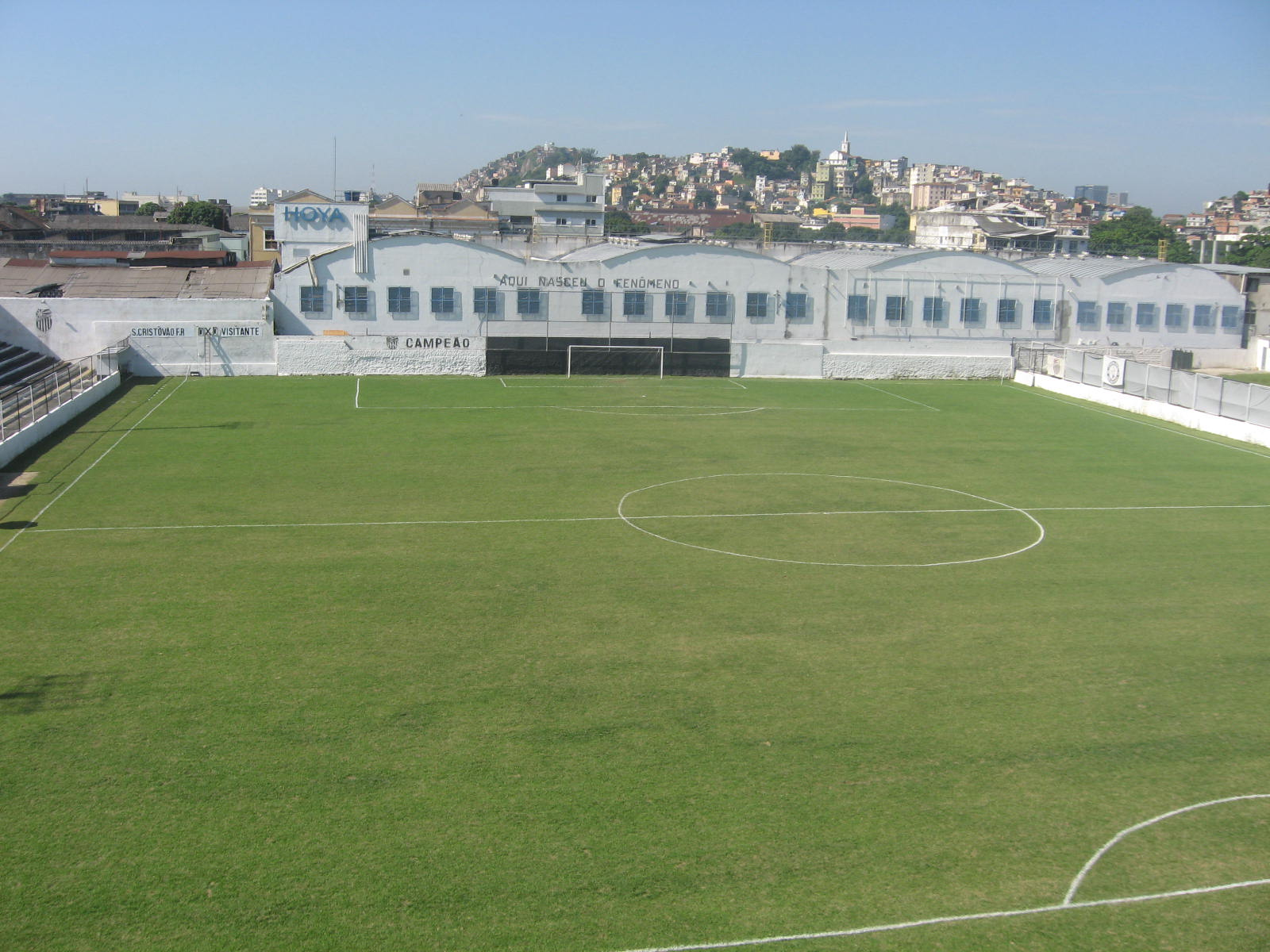
Estadio de São Cristóvão

São Cristóvão de Futebol e Regatas, o São Cristóvão —como se le suele llamar—, es un equipo de fútbol brasileño tradicional de Río de Janeiro, fundado como Clube de Regatas São Cristóvão el 12 de octubre de 1898 y como actualmente se conoce el 2 de febrero de 1943. Su estadio es el estadio Figueirinha, que tiene una capacidad máxima de 8000 personas.

## Historia
El Club de Regatas São Cristóvão fue fundado el 12 de octubre de 1898 en una gran carpa cerca de la playa de São Cristóvão por los deportistas José Galvão, José Queirós, Luís Corrêa e Sá, Luís Parisot, Antônio Maurity y E. Bordine e Moura e Castro. São Cristóvão Atlético Clube fue fundado el 5 de julio de 1909, en una casa ubicada en la calle Bela, bajo el incentivo de João y Carlos Cantuária, Barroso Magno, A. Perdeneiras y João Germano. São Cristóvão de Fútbol y Regatas se fundó cuando Clube de Regatas São Cristóvão y São Cristóvão Atlético Clube se fusionaron el 13 de febrero de 1943.
El 21 de noviembre de 1926, São Cristóvão ganó el Campeonato Carioca luego de vencer al Flamengo 5-1. El máximo goleador de esa competición fue Vicente, de São Cristóvão, quien anotó 25 goles.
El 3 de diciembre de 1938, el club fue el encargado de inaugurar el Estadio Nacional de Chile en un partido contra Colo Colo, quien lo venció 6 a 3.
En el 2000, São Cristóvão compitió en la Copa João Havelange (que fue el campeonato nacional de ese año). El club estaba en el módulo blanco (que era el nivel más bajo de la liga), y terminó en cuarto lugar en su grupo, siendo eliminado en la primera etapa. En el mismo año, también compitió en la etapa preliminar del Campeonato Carioca 2001, terminando en el sexto (y último) lugar, no clasificándose para la competencia.

## Símbolos y apodo
Debido a que todo el equipo era blanco y también porque muchos soldados que frecuentaban el club también jugaban por él debido a la proximidad de los cuarteles, São Cristóvão y sus seguidores fueron apodados os cadetes ('los cadetes', en español). La mascota del club es una oveja.

## Uniforme
El uniforme del São Cristóvão es totalmente blanco. Por la FIFA, la CBF y la FFERJ, el São Cristóvão está autorizado para utilizar solo un uniforme. Como el club no cuenta con segundo uniforme, sus rivales deben cambiar su uniforme cuando ser necesario. Es el único club del mundo que ha recibido esa autorización por parte de la FIFA.

## Entrenadores
- Diego Brandão (marzo de 2019-presente)[1]

## Palmarés
- Campeonato Carioca (2): 1926, 1937[9]
- Campeonato Carioca Serie A2 (2): 1935, 1965
- Campeonato Carioca Serie B2 (1): 2023